# Carl Persson (jurist)

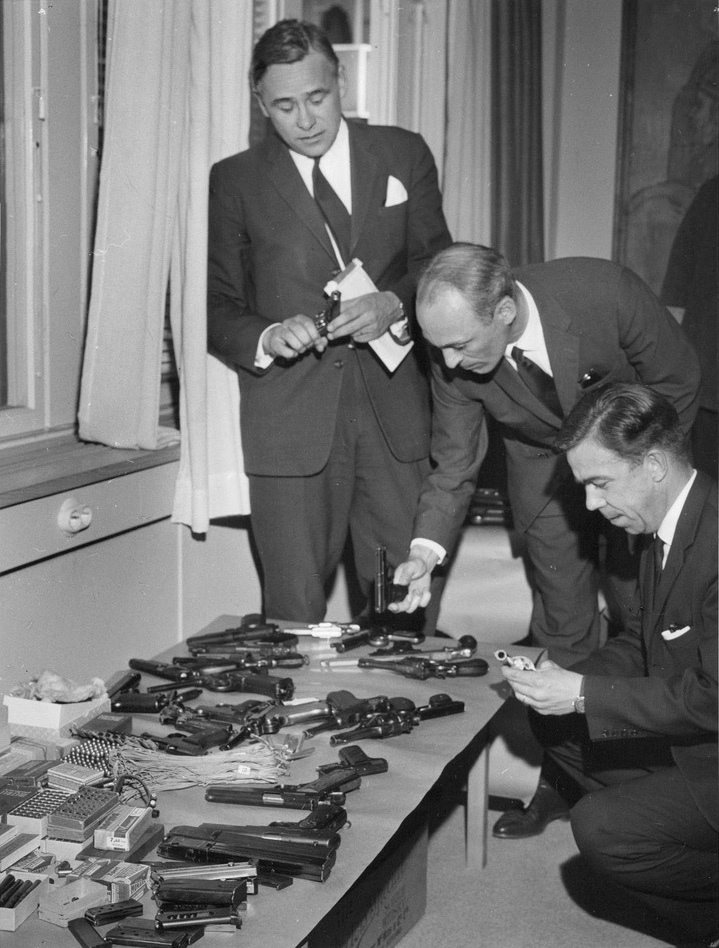
Rikspolischefen Carl Persson, avdelningschef Per-Gunnar Vinge i säkerhetspolisen och kammaråklagare Lars Ringberg granskar en del av nazistorganisationens beslagtagna vapenförråd 1965.

Carl Johan Gunnar Persson, född 14 december 1919 i Kvidinge församling i dåvarande Kristianstads län, död 6 november 2014 i Danderyds församling, var en svensk jurist och ämbetsman. Han var rikspolischef 1964–1978 och landshövding i Hallands län 1978–1979 samt i Göteborgs och Bohus län 1979–1980.

## Biografi
Carl Persson var son till kapten Johan Persson och Anni Persson, född Vallin. Han tog studentexamen i Helsingborg 1938, blev jur.kand. vid Lunds universitet 1942, och hade därefter tingstjänstgöring vid Södra Åsbo och Bjäre domsaga 1942–1945, extra fiskal vid hovrätten över Skåne och Blekinge 1942–1945, och 1947 tillförordnad tingssekreterare vid Södra Åsbo och Bjäre domsaga, tingssekreterare där 1948–1949 och assessor där 1951.
1949–1952 var Persson notarie och sekreterare vid andra lagutskottet vid Sveriges riksdag. Därefter värvades han 1954 till regeringskansliet, där han blev sakkunnig vid justitiedepartementet och inrikesdepartementet 1954–1955. 1955 blev han lagbyråchef vid inrikesdepartementet, och 1957 rättsavdelningschef där samt 1958–1964 statssekreterare där. Han var även ordförande i läkemedelsföretaget Kabi. 
Han var generaldirektör och chef för Rikspolisstyrelsen 1964–1978, landshövding i Hallands län 1978–1979 och i Göteborgs och Bohus län 1979–1980. Han var även president (chef) för Interpol 1976–1980, fyra år var gränsen för den tid man kan inneha tjänsten. 
Carl Persson blev rikspolischef mitt under tiden då Stig Wennerström avslöjades som spion, och under IB-affären och Geijeraffären. Perssons största insats, enligt Säpochefen P.G. Vinge, var att han var ordförande för den polisberedning som ledde till att polisen förstatligades. Som rikspolischef var han enligt samma källa kraftfull och ett språkrör som skaffade polisen vad den behövde i tekniska resurser för att modernisera organisationens arbete.
Persson gifte sig 29 maj 1943 med Kerstin Holmdahl (1919–2015), dotter till överläkare Carl Holmdahl och Ida Holmdahl, född Björck. Makarna Persson är begravda på Djursholms begravningsplats.